# 五味高重
五味 高重（ごみ たかしげ、生年不詳 - 天正3年（1575年））は、戦国時代の武将。通称与三兵衛または与惣兵衛。諱は貞成とも。

## 略歴
越後国の牢人であったが、天正年間に兄・五味長遠とともに武田氏に下った 。
天正3年（1575年）長篠の戦いでは牢人衆の将として長篠城を取り囲む中山砦に布陣した。酒井忠次の猛攻を受け討死 。

## その他
- 長篠の戦いで討たれた後、首級は塩瀬久兵衛の手により埋葬されたという。新城市八束穂字藤谷には「伝五味与惣兵衛貞氏之墓」と記された大正時代の石碑がある[3]。
- 娘の綾糸（妙五禅定尼）は武田勝頼夫妻の侍女となり、天目山の戦いにて殉死したとされる[4]。